# Kulbin
Kulbin, orłoryb (Argyrosomus regius) – gatunek morskiej ryby okoniokształtnej z rodziny kulbinowatych (Sciaenidae). 

## Występowanie
Morze Śródziemne i Ocean Atlantycki wzdłuż wybrzeży Afryki Zachodniej. 

## Charakterystyka
Dorasta przeciętnie do 70–100 cm, maksymalnie do 2,3 m długości i do 100 kg masy ciała. Samce kulbina wydają dudniące odgłosy uważane za głosy wabiące do tarła.